# Buslijn S (Haaglanden)
Buslijn S was viermaal een buslijn van vervoersbedrijf HTM in de regio Haaglanden in de Nederlandse provincie Zuid-Holland.

## Geschiedenis

### 1929 - 1931
De eerste buslijn S ging rijden op 21 juli 1929. Het was een toeristische rondrit, waarop luxe bussen met schuifdak reden. Het beginpunt was op het Plein, en het eindpunt bij het Kurhaus. De lijnkleur was blauw.
De route ging via veel natuurschoon; heen via o.a. Waterpartij en Westbroekpark, terug over de Boulevard, door Statenkwartier, en langs Zorgvliet. Er werd minimaal één keer per uur gereden, maar bij drukte reden er 5 bussen, om de 12 minuten. Op 17 september 1929 werd deze zomerlijn weer opgeheven.
In 1930 was de rijperiode 15 juni - 17 september, en in 1931 werd alleen in augustus gereden.
Vanwege de economische crisis kwam buslijn S de jaren daarna niet meer terug. Een rit kostte 25 cent, en veel mensen konden dat niet meer betalen. Als in de jaren 1929-1931 lijn S niet reed, werden de luxe bussen gebruikt voor rondritten door buitenwijken, naar kerstverlichting tijdens de feestdagen, naar de bollenvelden, en naar Wassenaar. In ieder geval bij die laatste werd soms een aanduiding gebruikt die het meest lijkt op de letter I. Uit een andere foto blijkt dat dit het volgnummer was.
"RONDRIT I WASSENAAR" was er te lezen op het bord dat de bus over de hele breedte boven de voorramen had.

### 1938 - 1939
De tweede buslijn S werd ingesteld op 17 juli 1938 op het traject Bronovolaan - Gevers Deynootstraat, en had wit als lijnkleur. Dit was een zomerlijn, maar in de winter werd beperkt gereden op zaterdagmiddag en zondag.
Wegens mobilisatie van HTM-personeel werd lijn S op 29 augustus 1938 opgeheven.

### 1946 - 1947
Toen er na de Tweede Wereldoorlog voldoende bussen hersteld waren en er ook nieuwe bussen waren gaan rijden, konden er ook weer concert-ritten gaan rijden. Zodoende reed in de zomer van 1946 en 1947 een nieuwe buslijn S tussen het Stuyvesantplein en het Kurhaus. Deze verving min of meer de vooroorlogse tramlijn 15, die via Boslaan, Jan van Nassaustraat en Javabrug reed. Buslijn S reed echter via de Van Alkemadelaan. In 1948 was lijn S al niet meer nodig, omdat lijn L verlengd werd.

### 1955
Op verzoek en voor rekening van de gemeente Rijswijk ging op 1 juni 1955 de vierde buslijn S rijden tussen de Herenstraat en het Lijsterbesplein, beide in Rijswijk. Het traject was 5,2 km.
Op 1 november 1955 werden alle lijnletters vervangen door lijnnummers, en werd lijn S lijn 38. Buslijn S heeft dus slechts 5 maanden gereden, maar buslijn 38 nog korter: beide waren een fiasco, en daarom werd lijn 38 op 13 november 1955 opgeheven, en heeft dus slechts 13 dagen bestaan. Het zou 52 jaar duren voor het lijnnummer 38 opnieuw gebruikt zou worden, maar dan niet als HTM-lijn. En die werd in 2015 alweer opgeheven.

### Overig
Als toevoeging werd in de jaren 1960-1970 de letter s nog wel gebruikt, maar dan als kleine letter, voor de sneldiensten 5s, 18s, 19s, 20s en 25s. Ter onderscheid hadden deze lijnnummers witte cijfers/letters op een rode achtergrond, in plaats van zwart.

### Trivia
Ver na de Tweede Wereldoorlog begon de HTM weer met toeristische lijnen, die min of meer hetzelfde gebied bedienden, en dus als opvolgers van de eerste buslijn S beschouwd kunnen worden. In 1965-66 waren dit de buslijnen 33 & 34. In 1967 werden die vervangen door buslijn 28, die reed tot in mei 1975. In mei 1976 werd buslijn 36 ingesteld, die min of meer ook een opvolger was van lijn S, 33, 34, en 28. Dit was de laatste (semi-)toeristische buslijn, en deze reed tot 1 oktober 1983.Zonder lijnletter of nummer heeft de HTM ook vele jaren stadsrondritten gehouden. In 1957 stopte dit wegens te weinig chauffeurs, maar in de jaren '70 en '80 keerden zij terug. Daarna zijn ze echter toch weer verdwenen. Een alternatief was de HTM-museumbus, die enige jaren langs diverse musea en attracties reed.